# Sie
Sie is een bestuurslaag in het regentschap Bima van de provincie West-Nusa Tenggara, Indonesië. Sie telt 3868 inwoners (volkstelling 2010).